# Hontbagonya
Hontbagonya (szlovákul Bohunice) község Szlovákiában, a Nyitrai kerület Lévai járásában.

## Fekvése
Lévától 17 km-re északkeletre, a Szikince völgyében fekszik.

## Története
1270-ben "Bagana" néven említik először. A honti váruradalom része volt, melyet IV. Béla a selmeci polgároknak adott el. 1328-ban "Bagam",1388-ban "Baganya" néven említik. 1715-ben 40 háztartás volt a településen két vízimalommal. A 18. században a Jánoky és Liphay családé, majd a 19. század elején a Nyári család birtoka, akik 1816-ban klasszicista kastélyt építettek ide. 1828-ban 106 házában 631 lakos élt, akik főként mezőgazdasággal és erdei munkákkal foglalkoztak.
Vályi András szerint "BAGONYA. Bohumitze. Tót falu Hont Vármegy. birtokos Urai Liptai, és Janóky Uraságok, lakosai evangelikusok, fekszik Baka Bányátol, mellynek filiája nem meszsze. Határja középszerű, legelője elegendő, fája mind a’ kétféle, szőlő hegye középszerű, némelly fogyatkozásait megelőzi, Selmetznek szomszédságában való létele, holott vagyonnyait jól eladhattya, első Osztálybéli."
Fényes Elek szerint "Bagonya, tót falu, Honth vármegyében, Bakabányához 1/4 mfd., 75 kath., 540 evang. lak., evang. anyatemplommal, B. Nyáry csinos uri lakházával és kertével. Földjei dombosak; erdeje szép; bora meglehetős; kőbányája, vízimalma jövedelmes. F. u. B. Nyáry. Ut. p. Báth."
A trianoni békeszerződésig Hont vármegye Báti járásához tartozott.

## Népessége
| Év:            | 1994. | 2004.    | 2014.    | 2024.    |
| -------------- | ----- | -------- | -------- | -------- |
| Emberek száma: | 174   | 153      | 133      | 159      |
| Eltérés:       |       | -12,06 % | -13,07 % | +19,54 % |

| Év:            | 2023. | 2024.   |
| -------------- | ----- | ------- |
| Emberek száma: | 156   | 159     |
| Eltérés:       |       | +1,92 % |

1880-ban 481 lakosából 15 magyar és 451 szlovák anyanyelvű volt.
1890-ben 569 lakosából 36 magyar és 524 szlovák anyanyelvű volt.
1900-ban 550 akosából 35 magyar és 510 szlovák anyanyelvű volt.
1910-ben 515 lakosából 15 magyar és 483 szlovák anyanyelvű volt.
1921-ben 436 lakosából 1 magyar és 428 csehszlovák volt.
1930-ban 485 lakosából 6 magyar és 464 csehszlovák volt.
2001-ben 158 lakosából 156 szlovák és 1 magyar volt.
2011-ben 140 lakosából 134 szlovák volt.
2021-ben 149 lakosából 1 magyar, 141 (+1) szlovák, 4 (+2) egyéb és 3 ismeretlen nemzetiségű volt.

## Híres személyek
- Itt született 1801-ben Godra Mihály szlovák költő, nyelvész, a szlovák nemzeti mozgalom harcosa.
- Itt született 1807-ben Samuel Godra szlovák író, tanár, a Matica Slovenska alapítója.
- Itt született 1828-ban Nyáry Albert történész, heraldikus, Kossuth Lajos hadsegédje.
- Itt született 1834-ben Baltik Frigyes evangélikus püspök, író.
- Itt született 1836-ban Nyáry Jenő régész, a pilinyi kultúra feltárója.
- Itt született 1845-ben Martin Bujna szlovák egyházi író, publicista.

## Nevezetességei
- Evangélikus temploma 1656-ban épült, 1703-ban és 1779-ben klasszicista stílusban építették át. Tornyát 1854-ben építették.
- A Nyári-kastély 1816-ban épült klasszicista stílusban.
- Másik kastélya 17. századi, a 19. század közepén Nyári Antal romantikus stílusban építtette át.
- A falu egyik régi vízimalma helyreállítva megtekinthető.

## Külső hivatkozások
- Községinfó
- Hontbagonya Szlovákia térképén[halott link]
- E-obce.sk